# バット・チェイン・プラー
『バット・チェイン・プラー』（Bat Chain Puller）は、ドン・ヴァン・ヴリートが率いるキャプテン・ビーフハート・アンド・ザ・マジック・バンドによって1976年に制作され、ヴァン・ヴリート没後の2012年にキャプテン・ビーフハート名義で発表されたアルバムである。

## 解説

### 制作までの経緯
1974年11月、キャプテン・ビーフハート・アンド・ザ・マジック・バンドの通算9作目に相当するアルバム『ブルージーンズ・アンド・ムーンビームズ』が発表された。しかしヴァン・ヴリートは、プロデューサーを務めたマネージャーのアンディ・ディマルティーノが、幾つかの収録曲に彼の許可なく手を加えて発表したと主張した。翌年2月から3月に計画されていたツアーはキャンセルされ、マネージャーのアンディとデイブのディマルティーノ兄弟もバンドのメンバーもヴァン・ヴリートから去っていき、1人になったヴァン・ヴリートは北カリフォルニアの自宅に引き籠ってしまった。
北カリフォルニアで芸術を学んでいたジェフ・モリス・テッパーはキャプテン・ビーフハート・アンド・ザ・マジック・バンドの熱心なファンで、彼等がアルバム『クリア・スポット』の発表に合わせて1973年2月から行なったツアーのロサンゼルス公演の後、ヴァン・ヴリートと言葉を交わしたことがあった。ある日、テッパーは偶然ヴァン・ヴリートを見かけたので話しかけ、それをきっかけに2人の交流が始まった。テッパーは代表作『トラウト・マスク・レプリカ』の複雑な収録曲の幾つかをギターで弾いてヴァン・ヴリートを感心させ、音楽に対する彼の興味を復活させた。
一方、ヴァン・ヴリートは契約のしがらみに絡まれていた。数年前にディマルティーノ兄弟をマネージャーに迎えた時に、彼はアメリカではマーキュリー・レコード、イギリスではヴァージン・レコードと契約を結んだ。これらの契約は当時まだ有効であった。さらに彼が署名したディマルティーノ兄弟に対する委任状も有効だった。彼はこれらの契約の対策として、旧友のフランク・ザッパに苦境を説明して助けを求めた。そして1975年4月、ザッパが率いるザ・マザーズ・オブ・インヴェンション（以下、MOI）の新作アルバム『ワン・サイズ・フィッツ・オール』の制作にブラッドショット・ローリン・レッドの変名で客演し、続いて4月と5月、MOIの国内ツアーにキャプテン・ビーフハートとして参加した。5月20日と21日にテキサス州オースティンのコンサートで録音された音源が、10月にザッパ／ビーフハート／マザーズの名義でライブ・アルバム『ボンゴ・フューリー』として発表された。
ヴァン・ヴリートは北カリフォルニアに引き籠っている時に、元メンバーのジョン・フレンチに再会し、フレンチからバンドを再結成する事を薦められていた。そこで彼はMOIとのツアーが終わると、フレンチ（ドラムス、ギター）、元メンバーで元MOIでもあるエリオット・イングバー（ギター）、元MOIのジミー・カール・ブラック（ドラムス）、元MOIのブルース・ファウラー（トロンボーン）、グレッグ・ダヴィッドソン（ギター）とキャプテン・ビーフハート・アンド・ザ・マジック・バンドを再結成した。彼等はザッパのレコード会社であるディスクリート・レコードがハリウッドのサンセット・ブールバードに所有していたリハーサル・ルームで7週間リハーサルを行なったのち、7月5日にイングランドのネブワース・ハウスで開かれた第2回のネブワース・フェスティバルにピンク・フロイドらと共に出演し、その10日後にはハリウッドのロキシー・シアターで2日連続で合計4回のコンサートを開いた。その後ブラックとダヴィッドソンが離脱して、元MOIのデニー・ウォーリーが加入し、フレンチはドラムス専任になった。そして10月下旬から12月1日までヨーロッパ・ツアーを行ない、帰国後、年末にはカリフォルニアで幾つかのコンサートを開いた。ロンドン公演の評価は、キャプテン・ビーフハートが復活したという論調を持った極めて肯定的なものだった。
翌1976年の春、ヴァン・ヴリートはキャプテン・ビーフハート・アンド・ザ・マジック・バンドの新作をザッパのディスクリート・レコードから発表することにして、ヴァン・ヴリート、フレンチ（ドラムス、ギター）、ウォーリー（ギター）、テッパー（ギター）、ジョン・トーマス（キーボード）からなるバンドを結成した。彼等はザッパがハリウッドに所有していたスタジオで6週間にわたってリハーサルを行なった後、ロサンゼルスのパラマウント・レコーディング・スタジオで本作を4日間で製作した。ヴァン・ヴリートはプロデューサーを務め、ザッパはエグゼクティブ・プロデューサーになり本作をディスクリート・レコードから発表するための資金を提供した。

### 発表までの経緯
本作はアメリカではディスクリート・レコードと販売契約を結んでいたワーナー・ブラザーズによって発売されることになった。しかしイギリスでは前マネージャーのディマルティーノ兄弟が結んだヴァージン・レコードとの契約が有効だったので、本作が直ちに発売されることは不可能だった。ヴァン・ヴリートはヴァージン・レコードとの交渉の如何に関わらずワーナー・ブラザーズが本作を発売すると信じていた。そして1976年の末、彼はヴァージン・レコードに本作のテープを渡して、1977年春に発表されることを期待していた。しかし、この時ザッパはマネージャーでディスクリート・レコードを共同で設立運営するビジネス・パートナーだったハーブ・コーエンと完全に袂を分かっていた。彼等は互いを告訴し合う有様で、ディスクリート・レコードの先行きは全く不透明になっていた。そのような状況下で本作はお蔵入りになってしまい、オリジナル・テープはザッパの手元に保管されたままになった。
ヴァン・ヴリートはキャプテン・ビーフハート・アンド・ザ・マジック・バンド名義のアルバム『シャイニー・ビースト（バット・チェイン・プラー）』（1978年）、『美は乱調にあり』（1980年）、『烏と案山子とアイスクリーム』（1982年）に、本作の収録曲の幾つかを再録音して発表した。一方、彼がヴァージン・レコードに渡したテープに由来すると考えられる劣悪な未発表音源が海賊盤になって出廻った。彼は、音楽活動の最後を飾った作品『烏と案山子とアイスクリーム』を制作する前に、ザッパが保管していた本作のオリジナル・テープを自分に渡すように直談判したが、ザッパは拒否した。
1993年にザッパが病没した後、彼の財産を管理していた遺族は90年代末に本作を発表する計画をヴァン・ヴリートに打診したが、音楽活動をやめて画家になっていた彼は許可しなかった。2010年12月に彼が病没した後、ザッパの未亡人は本作の発表を予告した。2012年3月、ザッパの遺族が経営するヴォルタナティブ・レコード（VAULTernative Records）は、本作をキャプテン・ビーフハート名義で発表した。実質、キャプテン・ビーフハート・アンド・ザ・マジック・バンドの通算13作目のアルバムに相当する。

### 内容
本作の発表に際して、制作メンバーの一人だったフレンチが音楽監督を担当した。ボーナス・トラックの'Hobo-Ism'はヴァン・ヴリートとウォーリーの共作で、ウォーリーは同曲のプロデュースを担当した。添付されたブックレットには、フレンチとウォーリーの解説と回想が記されている。

## 収録曲
作詞・作曲は記載がない限りDon Van Vlietによる。
| #         | タイトル | 作詞・作曲                  | 再録音を収録したアルバム                         | 時間  |
| --------- | --- | --------------------------- | ------------------------------------------------ | ----- |
| 1.        | 「バット・チェイン・プラー Bat Chain Puller」 |                             | シャイニー・ビースト（バット・チェイン・プラー） | 5:07  |
| 2.        | 「Seam Crooked Sam」 |                             |                                                  | 3:09  |
| 3.        | 「ハリー・アイリーン Harry Irene」 |                             | シャイニー・ビースト（バット・チェイン・プラー） | 3:25  |
| 4.        | 「81年版プープ・ハッチ 81 Poop Hatch」 |                             | 烏と案山子とアイスクリーム                       | 2:35  |
| 5.        | 「フレイヴァー・バッド・リヴィング Flavor Bud Living」 |                             | 美は乱調にあり                                   | 1:49  |
| 6.        | 「ブリック・バッツ Brick Bats」 |                             | 美は乱調にあり                                   | 4:27  |
| 7.        | 「フロッピー・ブート・ストンプ Floppy Boot Stomp」 |                             | シャイニー・ビースト（バット・チェイン・プラー） | 3:57  |
| 8.        | 「ア・キャロット・イズ・アズ・クローズ・アズ・ア・ラビット・ゲッツ・トゥー・ア・ダイアモンド（人参と兎とダイアモンド） Ah Carrot Is As Close As A Rabbit Gets To A Diamond」 |                             | 美は乱調にあり                                   | 1:37  |
| 9.        | 「オウド・トゥ・アレックス Owed T' Alex」 | Don Van Vliet, Herb Bermann | シャイニー・ビースト（バット・チェイン・プラー） | 3:19  |
| 10.       | 「Odd Jobs」 |                             |                                                  | 5:14  |
| 11.       | 「千と十日目の聖人トーテム・ポール Human Totem Pole (The 1000th And 10th Day Of The Human Totem Pole)」                                                                      |                             | 烏と案山子とアイスクリーム                       | 5:49  |
| 12.       | 「エイプス・マ Apes-Ma」 |                             | シャイニー・ビースト（バット・チェイン・プラー） | 0:44  |
| 13.       | 「バット・チェイン・プラー Bat Chain Puller (Alternate Mix)」(Bonus Track)                                                                                                   |                             | シャイニー・ビースト（バット・チェイン・プラー） | 5:05  |
| 14.       | 「キャンドル・マンボ Candle Mambo」(Bonus Track) |                             | シャイニー・ビースト（バット・チェイン・プラー） | 3:25  |
| 15.       | 「Hobo-Ism」(Bonus Track) | Don Van Vliet, Denny Walley |                                                  | 8:18  |
| 合計時間: | 合計時間: | 合計時間:                   | 合計時間:                                        | 58:00 |

## 参加ミュージシャン
- キャプテン・ビーフハート　Don "Captain Beefheart" Van Vliet – ヴォーカル、ハーモニカ、ソプラノ・サクソフォーン
- ジェフ・モリス・テッパー　Jeff "Moris" Tepper – ギター
- デニー・ウォーリー　Denny "Feelers Rebo" Walley – ギター
- John Thomas – アコースティック・ピアノ、ローズ・ピアノ、ミニ・ムーグ（ベース・アンド・エフェクト）
- ジョン・フレンチ　John "Drumbo" French – ドラムス、ギター